# Grumman TBF Avenger
El Grumman TBF Avenger fue un avión torpedero desarrollado inicialmente para la Armada de los Estados Unidos y el Cuerpo de Marines, y utilizado por varias fuerzas aéreas o navales de todo el mundo. Entró en servicio en Estados Unidos en 1942 y entró por primera vez en combate en la batalla de Midway.
Durante 50 años, la Grumman produjo algunos de los mejores aviones embarcados del mundo, caracterizados por alas de grandes dimensiones, fácil pilotaje y muy resistentes, haciendo la empresa recibiera el apodo coloquial de «la herrería».

## Diseño y desarrollo
Para 1939 el principal torpedero de la Armada de los Estados Unidos, el Douglas TBD Devastator (introducido en 1935), ya era obsoleto. Se aceptaron las ofertas de varias empresas, pero el diseño de Grumman fue seleccionado como el reemplazo del TBD Devastator. Diseñado por Leroy Grumman, su primer prototipo se llamó XTBF-1. Aunque uno de los dos primeros prototipos se estrelló cerca de Brentwood, Nueva York, la producción continuó con rapidez.
El primer torpedero de la Grumman fue la aeronave de un solo motor más pesada de la Segunda Guerra Mundial, además de ser el primer diseño en emplear un nuevo mecanismo para plegar las alas creado por Grumman, con la intención de maximizar el espacio de almacenamiento en el portaaviones; el F4F-4, sus posteriores modelos y el F6F Hellcat -diseñado también por Grumman - también empleaban este mecanismo. El motor que utilizó fue el Wright R-2600-20 (de 1900 CV).
La tripulación estaba compuesta por tres hombres, piloto, artillero y operador de radio/bombardero/artillero ventral. Una ametralladora calibre 7,62 mm iba montada en el morro, una ametralladora calibre 12,7 mm iba montada en una torreta accionada eléctricamente y una ametralladora calibre 7,62 mm disparada manualmente iba montada en posición ventral (bajo la cola), siendo empleada para defenderse de cazas enemigos que atacaban desde atrás o desde abajo. Esta ametralladora era disparada por el operador de radio/bombardero, que debía agacharse en la sección de cola para accionarla, aunque por lo general este iba sentado en un banco plegable para operar la radio y guiar los ataques con torpedos. Los modelos posteriores del TBF/TBM reemplazaron la ametralladora del morro por una ametralladora calibre 12,7 mm en cada ala, debido a que los pilotos deseaban mayor poder de fuego frontal y capacidad de ataque a tierra. El avión solamente tenía un juego de controles y la cabina del piloto estaba aislada de las otras posiciones. El equipo de radio era enorme, comparado con los estándares de hoy, ocupando toda la cubierta de la carlinga de vidrio a espaldas del piloto. Para reparar los radios, se accedía a ellos a través de un «túnel» situado a la derecha. Cualquier Avenger que todavía vuela tiene por lo habitual un asiento en lugar de las radios, lo que aumenta la tripulación a cuatro.
Durante la batalla de Midway, todos los «grupos torpederos» de los tres portaaviones -el USS Hornet (CV-8), el USS Enterprise (CV-6), y el USS Yorktown (CV-5)- tuvieron un enorme número de bajas; uno de ellos apenas tuvo un superviviente. Esto se debió en parte a la baja velocidad del TBD Devastator (menos de 320 km/h durante el bombardeo) y su débil armamento defensivo. Irónicamente, el primer lote de torpederos TBF había llegado sólo unas horas después de que estos partieran desde Pearl Harbor (aunque sólo seis participaron, operando desde la isla de Midway, siendo cinco de ellos derribados y el otro regresó en muy mal estado).
El Avenger tenía una amplia bodega de bombas, pudiendo cargar un torpedo Bliss-Leavitt Mark 13, una bomba de 900 kg o cuatro bombas de 230 kg. El avión tenía una buena resistencia y estabilidad, por lo que los pilotos decían que volaba como un camión. Con su buen equipo de radio, facilidad de maniobra y largo alcance, el Grumman Avenger también fue un avión de mando ideal para el Mando del Grupo Aéreo (CGA). Con un techo operativo de 10 000 m y un alcance de 1600 km totalmente cargado, era más efectivo que cualquier torpedero estadounidense previo y mucho más efectivo que su contraparte japonesa, el obsoleto Nakajima B5N Kate. Los modelos posteriores del Avenger llevaron equipo de radar para los roles de guerra antisubmarina y alerta temprana. Aunque nuevos tipos de radar aéreo mejorados eran producidos por los ingenieros del MIT y la industria electrónica, los radares disponibles en 1943 eran muy grandes porque utilizaban tubos de vacío. Debido a esto, el radar fue inicialmente instalado solo a bordo de los espaciosos TBF Avenger, pero no en los cazas más pequeños y rápidos.    
Los marinos de los portaviones de escolta apodaron al TBF como «Turkey» («Pavo»), debido a su tamaño y maniobrabilidad en comparación con los cazas F4F-4 Wildcat de los grupos aéreos embarcados.

## Historia

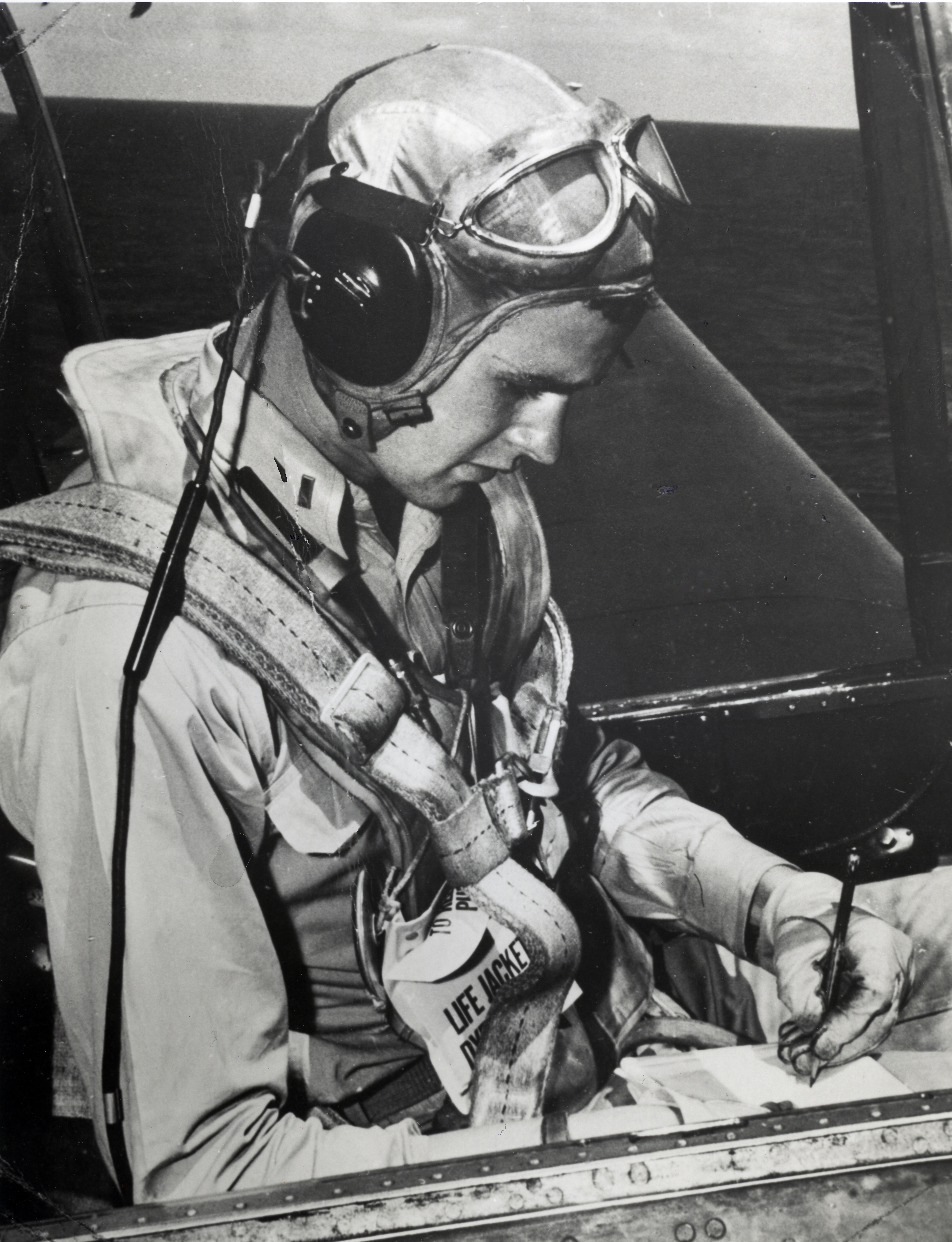
George H. W. Bush en un TBF.

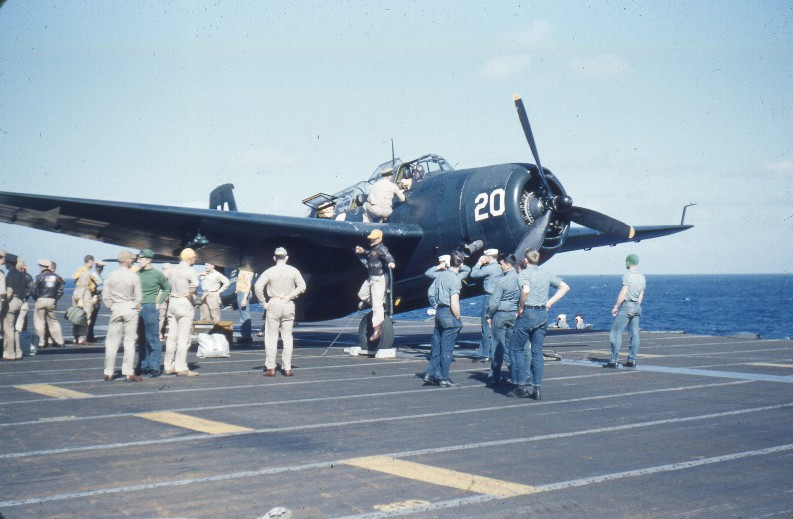
TBM-3 en la cubierta del.

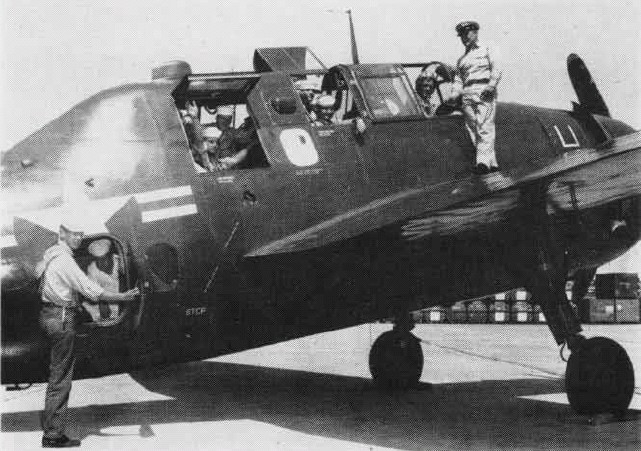
TBM-3 en le base NAS Norfolk.

En la tarde del 7 de diciembre de 1941, Grumman celebró una ceremonia para abrir una nueva planta de fabricación y mostrar el nuevo TBF al público. Casualmente, ese mismo día la Armada Imperial Japonesa atacó Pearl Harbor. Después de acabada la ceremonia, la planta fue rápidamente aislada para protegerla de un posible ataque enemigo. Para inicios de junio de 1942, fue enviado a la Marina un lote de más de 100 aviones (aunque la mayoría llegaron tarde para tomar parte en la batalla de Midway).
Sin embargo, seis TBF-1 estuvieron presentes en la isla de Midway, como parte de VT-8 (8.º Escuadrón Torpedero), mientras que el resto del escuadrón volaron Devastator que despegaron del USS Hornet. Lamentablemente, la mayoría de los pilotos tenían muy poca experiencia, y sólo un TBF sobrevivió (con graves daños y víctimas). Gordon W. Prange menciona en Miracle at Midway que el anticuado Devastator (y la falta de nuevas aeronaves) contribuyó a la falta de una completa victoria.
El 24 de agosto de 1942, la siguiente gran batalla naval se produjo en las Islas Salomón. Los 24 TBF basados en los portaaviones USS Saratoga (CV-3) y el USS Enterprise, pudieron hundir el portaaviones japonés Ryūjō.
La primera gran victoria de los TBF (a los cuales se les había asignado el nombre de Avenger en octubre de 1941, antes del Ataque a Pearl Harbor) fue durante la batalla naval de Guadalcanal en noviembre de 1942, donde los Avenger del Cuerpo de Marines y de la Armada ayudaron a hundir al acorazado Hiei.
Después de que cientos de TBF-1 fueran construidos, el TBF-1C entró en producción. La adjudicación de espacios para tanques de combustible internos y tanques de combustible descartables montados en las alas, duplicó el radio de acción del Avenger. En 1943, Grumman lentamente comenzó a reducir la producción del Avenger para concentrarse en la del caza F6F Hellcat y la Eastern Aircraft (División de Aviones de General Motors) se hizo cargo de la producción de los aviones, con la designación de TBM. A partir de mediados de 1944, el TBM-3 inició la producción (con un motor más potente y puntos de anclaje en las alas para montar tanques de combustible descartables y cohetes). El TBM-3 fue la versión más producida de los Avenger (con unos 4600 producidos). Sin embargo, la mayoría de los Avenger en servicio fueron los TBF-1 que permanecieron hasta cerca del fin de la guerra (1945).
Además del tradicional rol de torpedero, los Avenger también sirvieron como bombarderos antisubmarino y se les atribuyen el hundimiento de unos 30 submarinos, incluyendo el submarino carguero I-52. Ellos fueron uno de los más eficaces  cazadores de submarinos en el Pacífico, así como en el Atlántico. Allí, los Avenger contribuyeron en mantener alejados a los U-Boot y al mismo tiempo proporcionaban cobertura aérea a los convoyes.
Después de la batalla del Mar de las Filipinas, en la que más de 250 aviones japoneses fueron derribados, el almirante Marc Mitscher ordenó una misión de 220 aviones para encontrar el grupo de combate japonés. Al extremo de su radio de acción (300 millas náuticas), el grupo de Hellcats, TBF/TBM y bombarderos en picado sufrieron muchas bajas. A pesar de esto, los Avenger del portaaviones USS Belleau Wood torpedearon el portaaviones ligero Hiyō. La maniobra de Mitscher no logró el éxito esperado.
En junio de 1943, el futuro presidente George H.W. Bush se convirtió en el más joven aviador naval del momento. Mientras volaba un TBM desde el USS San Jacinto (CVL-30), su avión fue derribado el 2 de septiembre de 1944 sobre la isla del Pacífico Chichi Jima. Los otros dos tripulantes murieron. Sin embargo, por haber lanzado la carga útil y atacar el objetivo antes de ser forzado a lanzarse en paracaídas, recibió la Cruz del Vuelo Distinguido.
Otro famoso tripulante de un Avenger fue Paul Newman, que voló como artillero de cola. Tenía la esperanza de ser aceptado como piloto, pero no fue admitido por ser daltónico. Newman se encontraba a bordo del portaaviones de escolta USS Hollandia a solamente 500 millas (800 km) de Japón, cuando el Enola Gay lanzó la primera bomba atómica sobre Hiroshima.
El Avenger fue el torpedero empleado para hundir los dos «superacorazados» japoneses: el Musashi y Yamato. 
El Avenger también fue utilizado por la Royal Navy, en la que fue inicialmente conocido como Tarpon, aunque este nombre fue suspendido más tarde y en su lugar se empleó el de Avenger. Los primeros 402 aviones fueron denominados Avenger Mk 1, 334 TBM-1 de la Grumman fueron denominados Avenger Mk II y otros 334 TBM-3 fueron denominados Mark III. 
El único otro operador de Avenger en la Segunda Guerra Mundial fue la Real Fuerza Aérea de Nueva Zelanda que lo utilizó principalmente como bombardero, operando desde bases en las islas del Pacífico Sur. Algunos de estos fueron transferidos a la Flota Británica del Pacífico.
En 1945 los Avenger participaron en los primeros ensayos de fertilización aérea en Nueva Zelanda, que llevaron a la creación de una industria que aumentó notablemente la producción de alimentos y la eficiencia de la agricultura alrededor del mundo. Los pilotos del Escuadrón N.º 42 de la Real Fuerza Aérea de Nueva Zelanda esparcieron fertilizante desde sus Avenger junto a las pistas de aterrizaje de la base aérea Ohakea.
En la posguerra, la desaparición de un grupo de Avenger conocido como Vuelo 19 dio inicio a la leyenda del Triángulo de las Bermudas.

## TBM-3

### Tripulación
Un TBM-3 llevaba tres tripulantes: el piloto, el operador de radio/bombardero y el artillero. El piloto iba en una cabina aparte, mientras que en la parte de atrás de la carlinga estaba el operador de radio/bombardero y el artillero en una torreta giratoria Grumman 150 SE con una ametralladora Browning M2 de 12,7 mm. El resto consistía en el llamado túnel, en el que el operador de radio/bombardero manejaba una ametralladora de 7,62 mm en posición ventral. Lo más importante del bombardero era una mira Norden, montada en los primeros Avenger detrás de la bodega de bombas. Las versiones equipadas con radar también tenían una pantalla para el radar aire-superficie del avión, unos receptores móviles de los cuales iban unas antenas Yagi bajo cada ala. En los TBM-3 de series posteriores se suprimió la mira de bombardeo, porque se vio que el bombardeo en horizontal no era eficaz con buques que maniobraban y menos preciso que las bombas lanzadas planeando al atacar objetivos terrestres y barcos anclados. En estos casos, el operador de radio manejaba la ametralladora ventral, mientras que el artillero hacía lo propio con la torreta. El piloto podía usar dos ametralladoras de 12,7 mm en cada ala para ametrallar objetivos.

### Motor
Aunque se pensó en montar al TBM-3 un motor Pratt & Whitney de 2000 CV, se eligió en su lugar el Wright R-2600-20 Cyclone de 1900 CV, que sustituía al de 1600 CV del TBM-1C la anterior variante de serie. Era mejor un nuevo motor para mejorar las características del avión, especialmente desde las cubiertas cortas de los portaaviones de escolta. Este nuevo motor necesitaba mayor refrigeración, por lo que hubo que remodelar el capó: los rasgos nuevos fueron múltiples aletas en el capó y una toma de aire para el refrigerador de aceite bajo el mismo. El R-2600 era un motor de 14 cilindros en doble estrella derivado de R-1750/1820 Cyclone de 9 cilindros de 1920. Propulsaba también los aparatos SB2C Helldiver y, como tal, se suele decir que fue uno de los motores que «ganaron la guerra».

### Torpedo
El torpedo Mk 13 con cola de anillo se desarrolló modificando el Mk 13-1a normal soldándole una banda de acero de 25.4 cm alrededor de las aletas. Fue empleado por primera vez, en agosto de 1944 en los Avenger, del portaaviones USS Franklin, al oeste de Iwo Jima. Comparado con los torpedos sin modificar que tenían que lanzarse a una velocidad entre 185 y 205 km/h y a una altura de 30,5 m, los de cola de anillo se podían lanzar desde 244 m y a más de 519 km/h.

## Operadores
Brasil

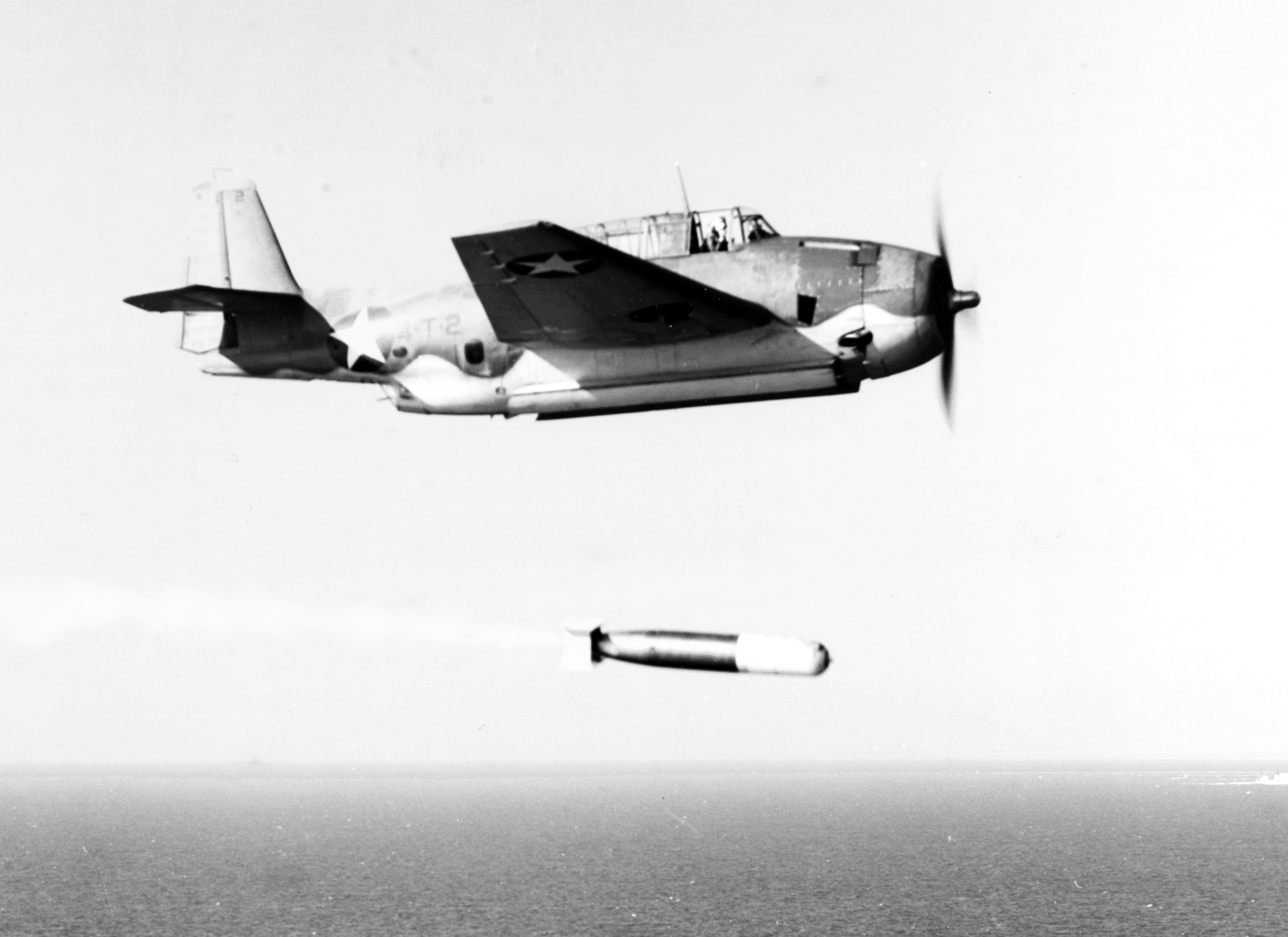
TBF lanzando un torpedo.

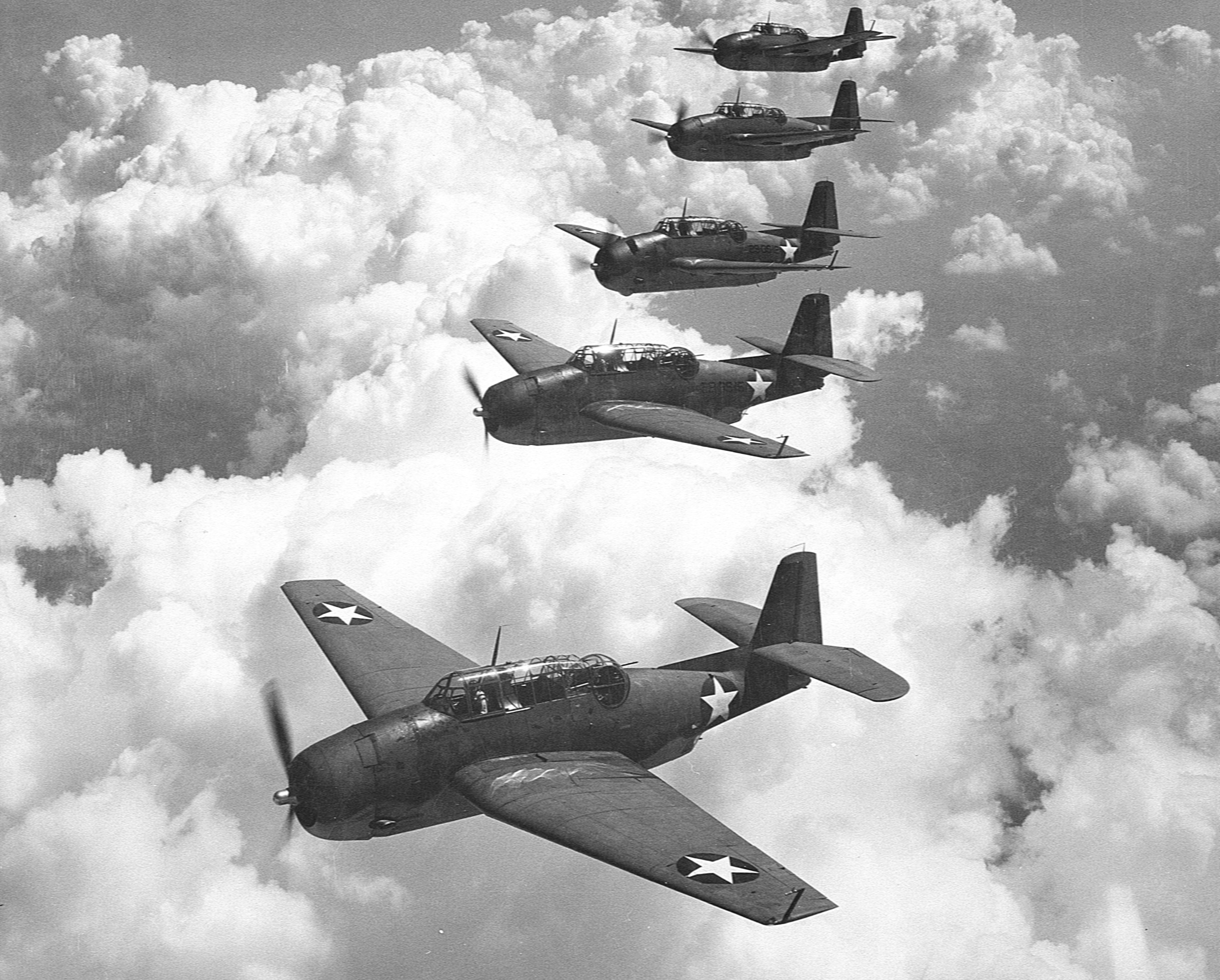
Formación de TBF Avengers.

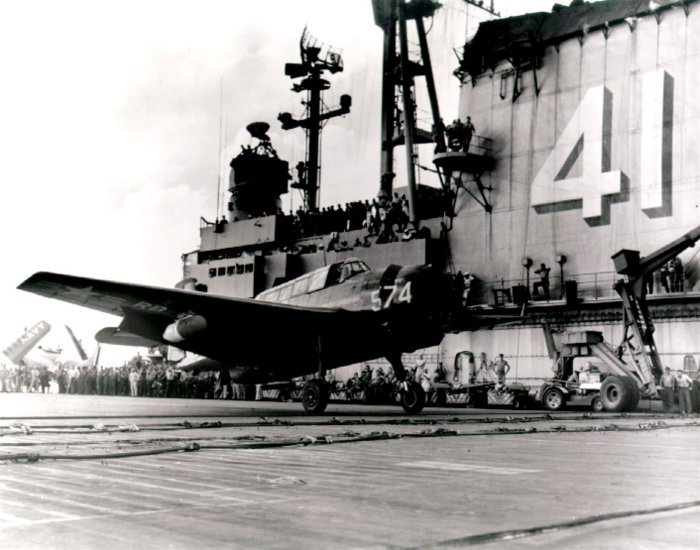
TBM-3 despegando del USS Midway.

- La Marina de Brasil operó TBF en los años 50.

 Canadá
- La Marina Real Canadiense operó TBF hasta 1960, cuando fueron remplazados por los Grumman S-2 Tracker.

 Estados Unidos
- Armada de los Estados Unidos
- Cuerpo de Marines de los Estados Unidos

 Francia
- La Aeronavale operó TBF en los años 50.

 Japón
- La Fuerza Aérea Japonesa operó TBF en los años 50.

 Nueva Zelanda
- Real Fuerza Aérea Neozelandesa
  - Escuadrón N.º 30 de la RNZAF
  - Escuadrón N.º 31 de la RNZAF
  - Escuadrón N.º 41 de la RNZAF
  - Escuadrón N.º 42 de la RNZAF
  - Central Fighter Establishment

 Países Bajos
- Armada Real de los Países Bajos

 Reino Unido
- Marina Real Británica

 Uruguay
- La Armada Uruguaya operó 16 TBF desde 1949 hasta 1963.

### Uso civil
Muchos Avenger sobreviven en el siglo XXI como bombarderos de agua (contra incendios forestales) en toda América del Norte, en particular en la provincia canadiense de Nuevo Brunswick.
Hay varios Avenger en colecciones privadas de todo el mundo.

## Especificaciones

### Características generales
- Tripulación: 3; piloto, un artillero dorsal y un artillero ventral
- Longitud: 12,5 m (40,9 ft)
- Envergadura: 16,5 m (54,2 ft)
- Altura: 4,7 m (15,4 ft)
- Superficie alar: 45,5 m² (490 ft²)
- Peso vacío: 4783 kg (10 541,7 lb)
- Peso cargado: 8115 kg (17 885,5 lb)
- Planta motriz: 1× motor radial Wright R-2600-20.
  - Potencia: 1397 kW (1874 HP; 1900 CV)

### Rendimiento
- Velocidad máxima operativa (Vno): 444 km/h (276 MPH; 240 kt)
- Alcance: 1610 km (869 nmi; 1000 mi)
- Techo de vuelo: 9170 m (30 085 ft)
- Régimen de ascenso: 10,5 m/s (2067 ft/min)
- Carga alar: 178 kg/m² (36,5 lb/ft²)
- Potencia/peso: 0,17 kW/kg (0,0094 CV/lb)

### Armamento
- Armas de proyectiles: 1 ametralladora Browning M1919 de 7,62 mm montada en el morro. 
  - 2 ametralladoras Browning M2 de 12,7 mm montadas en las alas.
  - 1 ametralladora Browning M2 de 12,7 mm montada en la torreta.
  - 1 ametralladora Browning M1919 de 7,62 mm montada en el vientre del avión.
- Bombas: Hasta 900 kg de bombas
- 1 torpedo de 900 kg Mark 13